# (36141) 1999 RF170
1999 RF170 (asteroide 36141) é um asteroide da cintura principal. Possui uma excentricidade de 0.10392770 e uma inclinação de 0.90789º.
Este asteroide foi descoberto no dia 9 de setembro de 1999 por LINEAR em Socorro.